# Ntingui
Ntingui är en bergstopp i Komorerna.   Den ligger i distriktet Anjouan, i den centrala delen av landet, 140 km öster om huvudstaden Moroni. Toppen på Ntingui är 1 584 meter över havet. Ntingui ligger på ön Anjouan.
Terrängen runt Ntingui är kuperad åt nordväst, men åt sydost är den bergig. Ntingui är den högsta punkten i trakten. Runt Ntingui är det tätbefolkat, med 790 invånare per kvadratkilometer. Närmaste större samhälle är Tsimbeo, 4,5 km öster om Ntingui. I omgivningarna runt Ntingui växer i huvudsak städsegrön lövskog.